# Ordre de la Concorde
De Ordre de la Concorde werd in 1660 door Christian markgraaf van Bayreuth ingesteld. Deze ridderorde was daarmee de eerste orde in het kleine markgraafschap. De Franse naam (in het 18e-eeuwse Duitsland was Frans de voertaal aan het hof) laat zich als "Orde van de Eendracht" vertalen. De orde bestond, zoals dat met veel hoforden van de meer dan 200 kleine Duitse staten het geval was, maar kort. De opvolger van Markgraaf Christiaan, zijn kleinzoon Christiaan Ernst van Brandenburg-Bayreuth stelde op zijn beurt een Ordre de la Sincérité in. Deze orde was een voorganger van de latere Pruisische Orde van de Rode Adelaar.
De Ordre de la Concorde had een enkele graad en was daarmee een "Grote orde" die aan vorstelijke personen en favourite hovelingen werd toegekend. 

## Het versiersel
De orde kende een eenvoudig, aan een ponceaurood lint om de hals gedragen, geëmailleerd gouden kruis, een kruis pattée, als kleinood. Er was geen ster, keten, mantel of ordekleding voorzien.
Het kruis was wit geëmailleerd binnen een gouden rand en op elk van de vier armen van het kruis werden edelstenen, bijvoorbeeld tafelgeslepen diamanten, ingezet. Het centrale ronde medaillon was wit en werd met een emailleschildering van twee groene lauwertakken verstrengeld in een gouden kroon versierd. Daarboven stond "CONCORDANT" in gouden letters.
Op de keerzijde van het medaillon staat "C.E.M.Z.B." onder een met hermelijn gevoerde keurhoed.